# کوآئی
۲۲°۰۵′ شمالی ۱۵۹°۳۰′ غربی / ۲۲٫۰۸۳°شمالی ۱۵۹٫۵۰۰°غربی
کوآئی (به انگلیسی: Kauai) یکی از جزایر هشت‌گانه ایالت هاوایی آمریکا در اقیانوس آرام است. این جزیره با مساحت ۱۴۵۶/۴ کیلومتر مربع چهارمین جزیره بزرگ از مجموعه جزایر هاوایی و ۲۱امین جزیره بزرگ در ایالات متحده می‌باشد. از این جزیره با نام جزیره باغی (Garden Isle) نیز نام برده می‌شود. کوآئی در آنسوی کانال کوآئی از کانال‌های هاوایی و در ۱۱۷ کیلومتری شمالغرب جزیره اوآهو واقع شده‌است. پارک ملی دره وایمه‌آ و پارک ساحلی ایالتی ناپالی در این حزیره قرار دارد.

## نگارخانه

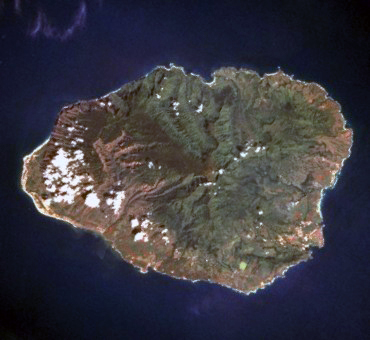